# A láthatatlan ember (H. G. Wells-regény)
A láthatatlan ember (The Invisible Man) H. G. Wells 1897-ben írt science-fiction regénye. Eredeti kiadója az egyesült királysági C. Arthur Pearson kiadóvállalata volt.

## Cselekménye
Egy havas téli napon egy különös vendég érkezik az ipingi Lovaskocsihoz címzett fogadóba. Fázósan szobát kér, majd miután megkapja azt, elvonul.
A tulajdonos, Hallné, furcsállja az idegen megjelenését, de mivel a fogadó ebben az időszakban üresen kong, örül a váratlan bevételnek. Az étel kiszolgálása közben veszi észre, hogy az ismeretlen egyáltalán nem vetkőzött le a meleg szobában sem, s állig hajtott gallérral, kalapban ül a tűz előtt. A fogadósné kérdésére elmondja, hogy ő egy tudós, aki itt szeretne kísérletezni, és megkéri Hallnét, hogy amilyen gyorsan csak lehet, hozassa át a közeli vasútállomáson tárolt csomagjait.
Az idő múlásával az idegen egyre különösebben viselkedik, s zárt ajtó mögötti kísérletei, titkolózása felkelti a helyiek érdeklődését.
Egy, a közelben történt bűneset miatt a helyi rendőr eljön, hogy letartóztassa az ismeretlent, de az ellen akar állni, majd mikor meg akarják bilincselni, felfedi titkát: teljesen láthatatlan. A rendőr és az összeverődött tömeg szeme láttára elkezd vetkőzni, s mire a többiek ráeszmélnek, hogy a ruhadarabok nélkül a láthatatlan ember nem látható, addigra lekerül az utolsó ruhadarab is az utazóról. Hirtelen mindenki el akarja kapni, de villámgyors, és erős ütések érik mindenhonnan az üldözőket, akik így inkább menekülőre fogják a dolgot.
A láthatatlan ember menekül, mígnem rátalál Thomas Marvelre, egy szegény csavargóra, s kényszeríti, hogy legyen a szolgálója. A következő időszakban a láthatatlan ember a környék bankjait, pénzváltóit, üzleteit lopja meg, s az összegyűjtött pénzt Marvel tárolja.
Az egyik nap Marvel menekülésével kezdődik, akit üldöz gazdája, míg végül a láthatatlan ember egyik volt egyetemi kollégája, Dr. Kemp házához ér. Ott megpihen, és álomra hajtja fejét.
Másnap kiderül, hogy a láthatatlan embert Griffinnek hívják, és elmeséli történetét Kempnek. Az elbeszélés szerint Griffin már az egyetemen elkezdett a fénytöréssel foglalkozni, és sok kísérlettel rájött, hogyan lehet azt megoldani, hogy az ember láthatatlanná váljon. Az idáig vezető út nélkülözéssel, titkolózással és szenvedéssel volt teljes, így Griffin most azt szeretné, ha bevezethetné a Terror Uralmát, s ő legyen ennek megvalósítója. Dr. Kemptől azt várja, hogy segítsen neki kidolgozni egyik elméletét, hogy hogyan lehet a láthatatlant újra láthatóvá tennie, s így kénye-kedve szerint csinálhatna bármit láthatatlanul, hogy aztán visszaváltozva kényelmesen élhessen.
Dr. Kemp elborzad a Terror Uralmának gondolatától, s titokban értesíti a helyi seriffet. Ő társaival el is jön, de Griffin elmenekül. Kemp kidolgoz egy haditervet, hogy minden élelmet és szállást elzárva, kiéheztessék a Láthatatlan Embert. Ő erre levelet ír a doktornak, amelyben meghirdeti a Terror Uralmát, amelynek ő az uralkodója, I. Láthatatlan. Kijelenti, hogy példát fog statuálni, még aznap kivégzést tart, egy Kemp nevű férfiúét.
Kemp a bezárt házában várja Griffin eljövetelét, s a segítségére siető seriffet Griffin lelövi. Kemp menekül a falu felé, ahol az emberek megtudva, hogy a doktor a láthatatlan ember elől menekül, csatlakoznak a pároshoz. Így hirtelen az üldözőből üldözött lesz, s Griffint sarokba szorítva, egy ásóval sikerül eltalálni.
A láthatatlan ember lassan láthatóvá válik, s közben megjelennek rajta az üldözés során elszenvedett sebek, a szétzúzott arc, és mellkas. Griffin meghal, s teste végül újra teljesen láthatóvá válik.
A halála után elkezdik keresni három naplóját, amelyekben kísérleteinek és elméleteinek részletes leírása található meg, de ezeknek nyoma veszett. Közben Marvel úr minden este zárás után kinyitja a pohárszéket, és elővesz három könyvet, amiből semmit sem ért (a Láthatatlan Ember titkosírással írta a könyveket), s álmodozásba merül…
A Láthatatlan Ember jóval megelőzi korát, így hát a nehézkes gondolkodású, maradi kortársakat nem elismeréssel és tisztelettel, hanem félelemmel és gyűlölettel tölti meg. Griffin szánalomra és megvetésre egyaránt méltó.
A briliáns elme kegyetlen és érzéketlen lélekkel párosul. Tudását nem az emberiség hasznára akarja fordítani, kutatásait nem publikálja, hanem egyes-egyedül saját javára akarja felhasználni, hogy ezáltal hatalomhoz jusson. Vállalkozása első pillanatól kudarcra van ítélve, végül Griffin, minden idők legtehetségesebb fizikusa összetörve, elárulva, megalázva, senkitől meg nem szánva, egy kubikos ásójától halálra sebezve hal meg, és a láthatatlanság titka örökre homályban marad.

## Magyarul
- A láthatatlan ember. Fantasztikus regény; Légrády Testvérek, Bp., 1902 (Legjobb Könyvek)
- A láthatatlan ember. Fantasztikus regény; Tolnai, Bp., 1925 (Tolnai regény-sorozata)
- A láthatatlan ember. Regény; ford. Berend Miklósné; Pantheon, Bp., 1927 (A regény mesterei)
- A láthatatlan ember. Regény; Testvériség-Egység, Noviszád, 1952
- A láthatatlan ember. Groteszk románc; ford. Benedek Mihály; Gondolat, Bp., 1986
- A láthatatlan ember alapján; rajz Bhupendra Ahluwalia, átdolg. Sean Taylor, ford. Németh Dorottya, Diószegi Dorottya; Ventus Libro, Bp., 2011 (Klasszikusok képregényben)

## Film
A regényből film is készült: A láthatatlan ember (film, 1933). Griffin filmbeli karaktere sokkal szimpatikusabb, szerelme is van. Egy kórházban hal meg, golyóktól, ahol megbánja az összes láthatatlanul elkövetett rosszat. A filmben keresztnevet is kap („Jack”), holott a regényben sehol sem szerepel Griffin keresztneve. A filmben a Láthatatlan Ember szerepét Claude Rains játssza. 2018-ban pedig Johnny Depp főszereplésével érkezik a remake.

## Idézetek
„Huxter elkábult a zuhanástól. Ezt Henfrey fedezte fel, amikor megállt mellette, de Hall és a söntésből kirohanó két földműves meg sem állt a sarokig; mindhárman összefüggéstelenül kiáltoztak, és még látták Marvelt eltűnni a templomfal végén. Úgy tűnik, arra a lehetetlen végkövetkeztetésre jutottak, hogy a Láthatatlan Ember hirtelen láthatóvá vált, és ezért futva a nyomába eredtek. De Hall alig futott pár lépést, amikor meglepetésében hangosan felkiáltott, arccal előre, ferdén a levegőbe emelkedett, s az egyik földművessel együtt ért földet, akit útközben magával rántott.”
„– Ölnünk kell – ismételte Kemp. – Hallgatom a terveidet, Griffin, de vigyázz, mert nem értek veled egyet. Miért kellene nekünk ölni?

– Nemcsak úgy vaktában, hanem megfontoltan és józanul. A helyzet a következő: az emberiség tudja, hogy van Láthatatlan Ember, előbb-utóbb mindenki tudni fog róla, annál is inkább, Kemp, mert mostantól a Láthatatlan Embernek meg kell teremtenie a Rettegés Uralmát. Hatalmába kell kerítenie egy várost, mint például a te Burdockodat, meg kell félemlítenie, aztán az uralma alá kell hajtania. Parancsokat kell kiadni.”
„Szemöldökét összevonva egyre fájdalmasabban rágja a szája szélét. – Iksz betű, kicsi kettes a levegőben, egy kereszt, meg valami szamárság. Szent isten!, micsoda koponya, micsoda ész! Egy idő után elernyed, hátradől és a pipafüstbe hunyorog, valami, mások számára láthatatlan furcsaságot kémlel a szoba túlsó végén. – Tele titokkal – mondja maga elé. – Csodálatos titkokkal!”